# Yared Shegumo
Yared Neda Shegumo (ur. 10 stycznia 1983 w Addis Abebie) – polski lekkoatleta pochodzenia etiopskiego, specjalista od średnich i długich dystansów. Były halowy rekordzista Polski w biegu na 3000 metrów.

## Życiorys
Yared Shegumo urodził się w 1983 roku. W 1999 roku po raz pierwszy przybył do Polski, gdzie w Bydgoszczy odbywały się mistrzostwa świata kadetów w lekkoatletyce. Podczas tych mistrzostw wystąpił w biegu na 400 metrów odpadając w półfinale. Po mistrzostwach uciekając przed poborem do armii zdecydował się nie wracać do kraju, odłączył się od reprezentacji Etiopii i z pomocą spotkanego w Polsce Etiopczyka znalazł się w obozie dla uchodźców w Otrębusach. Początkowo trenował w Polonii Warszawa biegi sprinterskie, ale wkrótce przeniesiono go do biegaczy średniodystansowych. Polski Związek Lekkiej Atletyki wystąpił w tym czasie z wnioskiem o oficjalne przeniesienie Shegumo do reprezentacji Polski, co nastąpiło w sierpniu 2003 roku.
We wrześniu 2003 roku przyjął polskie obywatelstwo. W lutym 2004 roku w Lipsku pobił halowy rekord Polski na 3000 metrów, ale nie przeniesiono go wówczas do grupy długodystansowców. Do jego największych sukcesów należały wówczas: 3-krotne młodzieżowe mistrzostwo kraju (2003 – 5000 m, 2005 – 800 m i 1500 m) oraz 2-krotne Halowe Mistrzostwo Polski (2004 i 2006 – 3000 m). Reprezentował Polskę na Halowym Pucharze Europy (2004 – 5. miejsce na 3000 m) w Lipsku oraz dwukrotnie na Superlidze Pucharu Europy w lekkoatletyce – 3. miejsce w 2005 we Florencji oraz 7. miejsce w 2006 w Maladze (oba biegi na 3000 m).
W następnych latach nie osiągał dość dobrych wyników i z tego powodu nie otrzymywał dofinansowania, w związku z czym wyjechał do Wielkiej Brytanii, gdzie pracował jako ochroniarz i operator wózka widłowego. Kiedy zaoszczędził dość pieniędzy, wrócił do Polski w 2011 roku. Przez cały ten okres miał przerwę w wyczynowym uprawianiu lekkoatletyki.
W 2011 wygrał największą w Polsce masową imprezę biegową "Biegnij Warszawo" (10 kilometrów) z czasem 29:37 s.
Od 2012 roku trenuje biegi maratońskie, często wyjeżdża na sesje treningowe do Etiopii. W 2012 w swoim debiucie w maratonie został mistrzem Polski na tym dystansie.
W 2013 zwyciężył w 35. Maratonie Warszawskim z czasem 2:10:34.
W 2014 zajął 2. miejsce w maratonie na 22. Lekkoatletycznych Mistrzostwach Europy w Zurychu.
W 2016 znalazł się w reprezentacji Polski na Letnie Igrzyska Olimpijskie w Rio de Janeiro.
w 2018 zdobył drugi raz w karierze złoty medal mistrzostw Polski w maratonie.
Żonaty z Birtukan, para ma córkę Elroie (ur. 2012) i syna Arona (ur. 2014).

## Rekordy życiowe
Na stadionie
- Bieg na 800 metrów – 1:47,83 s. (2005)
- Bieg na 1000 metrów – 2:20,72 s. (2005)
- Bieg na 1500 metrów – 3:40,12 s. (2003)
- Bieg na 3000 metrów – 8:04,24 s. (2005)
- Bieg na 5000 metrów – 13:58,34 s. (2004)

Na drodze
- Półmaraton – 1:03:42 s. (2013)
- Maraton – 2:10:34 s. (2013)

W hali
- Bieg na 800 metrów – 1:48,81 s. (2005)
- Bieg na 1500 metrów – 3:42,76 s. (2005)
- Bieg na 2000 metrów – 5:14,36 s. (2004)
- Bieg na 3000 metrów – 7:54,04 s. (14 lutego 2004, Lipsk)[8] – wynik ten był do 2014 rekordem Polski